# Petershainer Hof
Der Petershainer Hof liegt in der Gemarkung von Kölzenhain, einem Stadtteil von Ulrichstein im Vogelsbergkreis, ca. zwei Kilometer westsüdwestlich der Ortschaft am linken Ufer des Seenbachs. Zur Kreisstadt Lauterbach beträgt die Entfernung ca. 20 Kilometer.

## Ortsgeschichte

### Historische Namensformen
Belegt sind folgende historische Formen des Ortsnamens aus dem 13. und 14. Jahrhundert:
Die Ersterwähnung von „Petershain“ stammt aus dem Jahre 1293 und ist überliefert in einer Chronik des 16. Jahrhunderts. 1306 werden die Dörfer „villarum Babinhusen ..., Pedirsheyn, Aldenheyn“ genannt. In dieser Urkunde wird erstmals „Pedirsheyn“ als Dorf bezeichnet. Die Nennung 1344 als „Petershagen“ ist in ihrer Zuordnung unsicher. 1355 heißt es „Pethershain.“ 1364 lautet ein urkundlicher Eintrag: „vnß deil des Cehendin czu Pedirshan.“
In der Namensforschung wird der Ortsname von dem Rufnamen Petrus, Peter abgeleitet.
Der Petershainer Hof hat in seiner Geschichte verschiedene Siedlungsformen durchlaufen. Ursprünglich stand dort eine Burg. Später entstand dort ein Hof. Im Spätmittelalter, 1365 und 1367 fiel der Ort zeitweise wüst.
Mengotus Guldene verzichtete am 15. September 1306 auf Lebzeit auf seine Güter zu Bobenhausen, Altenhain und Pedirsheyn.
1355 ist der Grünberger Schöffe „Conradus de Pethershain“ als Zeuge genannt.
1364 einigten sich Wolfram, Guntram der Junge und Johann Schweinspurg über den Besitz von Burg und Stadt Schotten sowie den „Petersheimer Walt.“ Diese Besitzungen hatten sie auf Wiederkauf für 1550 fl. von Conrad von Trymberg und dessen Sohn erworben.

### Burg Petershain
Baureste der ehemaligen Burg sind heute nicht mehr erkennbar. Knappe vermutet, dass die Burg ein steinernes Haus war, umgeben mit Wall und Graben.
1293 wurden 18 Burgen, darunter die Burgen Petershain und Ulrichstein, durch Landgraf Heinrich I. von Hessen, dem Enkel der Heiligen Elisabeth von Thüringen, zerstört. „Bey diesen Zeiten waren viel Raub=Schloß und Mordkauten in Hessen/die ihre Lehen nicht von den Fürsten empfangen wollten/sondern waren des Landes Feind/etzliche heimlich/etzliche offentlich ... die bestreit und gewann der Landgraf/ ...etzliche besetzt er mit den Seinen ... Petershain/Ulrichstein ...“
Nachdem der Ort über 100 Jahre eine Wüstung gewesen war, entstand 1493 an der Stelle der Burg der Petershainer Hof.

### Isenburg zu Büdingen
Die Burg Ulrichstein, die Gerichte Bobenhausen II und Felda sowie das Gericht Schotten waren ursprünglich im Besitz der Grafen Isenburg zu Büdingen. Dazu gehörte auch der Petershainer Hof. Obwohl das Gebiet in den Besitz der Landgrafschaft Hessen kam, blieben die Grafen von Isenburg im Besitz des Zehnten des Gerichts Bobenhausen und des Kirchensatzes Bobenhausen.
Nachweislich wurde die Grünberger Familie von Sassen seit 1353 mit dem Zehnten des Gerichts Bobenhausen belehnt.

### Landgrafschaft Hessen
Heinrich von Eisenbach, Erbmarschall von Hessen, bekennt am 11. April 1344, dass er dem Landgrafen Heinrich [II.] zu Hessen das Haus Merlau und die zugehörigen Gerichte zu Felda und Bobenhausen, die dieser ihm verpfändet hat, wieder zum Einlösen geben wolle, nur sei der Petershagen ausgenommen, den ihm der Landgraf zu seinem Burglehn gegeben hatte. Landgraf Georg II. bekundete am 21. Juni 1586, dass er dem Grafen Hans Georg von Solms erlaubte, Wasser aus dem Petershainer Wald im Amt Schotten zu entnehmen. Dazu durfte er es fassen (in einem Brunnen) und durch einen Graben und in seine darunter liegenden Wiesen ableiten.

### Zehnte des Gerichts Bobenhausen
Volpracht von „Sassin“ und Bechte, „sin Eliche wirten“ bekennen am 15. Juli 1364, dass sie ihren Teil des Zehnten zu „Babenhusen“ (Bobenhausen II), zu abern Sifeharterode (Ober-Seibertenrod), zu Langenwaßere, zu Feltkrucken (Feldkrücken), zu Kulzenhan (Kölzenhain), czu Lynscheit, zu Albinshan, zu Wanefelde (Wohnfeld), czu Selinrodrode, czu Heckirstorf (Höckersdorf), czu Pedirshan, czu Falkenandischan und zu Selginstad verkauft haben. Käufer sind „Clase von Sassen,“ Schöffe zu „Grunenberg,“ dessen Frau Hildeburg, deren Töchter und Söhne, die dafür 150 „phunt heller“ zahlen. Volpracht und Clase von Sassen sind Brüder. Zeuge ist u. a. Johann von Kestrich, Schöffe in Grünberg.
1493 entstand an der Stelle der Burg der Petershainer Hof. 1840 wurde er in ein Forsthaus umgewandelt.

### Räuber
Im Mai 1805 raubten Ludwig Funk, genannt der Selnröder Ludwig, und seine Kumpane Peter Görzel, vulgo Heiden=Peter, Kaspar Huthmann, Johannes Lehn II. und Johannes Köddinger die Schäferhütte des Kaspar Gemmer beim Petershainer Hof aus. Die Räuber besaßen bei ihrer Festnahme in Engelrod in einem Hirtenhäuschen zwei Pistolen, ein Terzerol, Pulver und Blei, außerdem ein Gusshorn mit dem Buchstaben G, das sie dem Schäfer Gemmer entwendet hatten. Es wurden auch Gegenstände gefunden, welche die fünf Räuber bei einem Einbruch in Sellnrod kurz zuvor gestohlen hatten. Während Funk nach Gießen ins Zuchthaus gebracht wurde, verwies man die übrigen nach sechs Wochen Haft des Riedeselschen Landes.

### Kirchliche Verhältnisse
1841 gehörte der Petershainer Hof, genau wie Kölzenhain, zur evangelischen Pfarrei Bobenhausen II im Dekanat Schotten.

### Verwaltungszugehörigkeit
Die Statistisch-topographisch-historische Beschreibung des Großherzogthums Hessen berichtet 1830 über Kölzenhain:

„Kölzenhain (L. Bez. Schotten) evangel. Filialdorf; liegt im Vogelsberg 2 St. von Schotten, hat 54 Häuser und 262 Einwohner, die alle evangelisch sind. Der Ort hat 1 Kirche, 1 Mahlmühle und 1 Hof, der Petershainer Hof genannt.“

Im Jahr 1787 lag der Petershainer Hof im Gericht Bobenhausen, das Teil des hessen-darmstädtischen Amts Ulrichstein war.
Nach den verschiedenen Verwaltungsreformen im Großherzogtum Hessen in der ersten Hälfte des 19. Jahrhunderts gehörte er ab 1852 zum Kreis Schotten. Dieser wurde 1938 aufgelöst und die Gemeinde Kölzenhain mitsamt dem Petershainer Hof dem Kreis Lauterbach zugeschlagen, der 1972 im neugebildeten Vogelsbergkreis aufging.

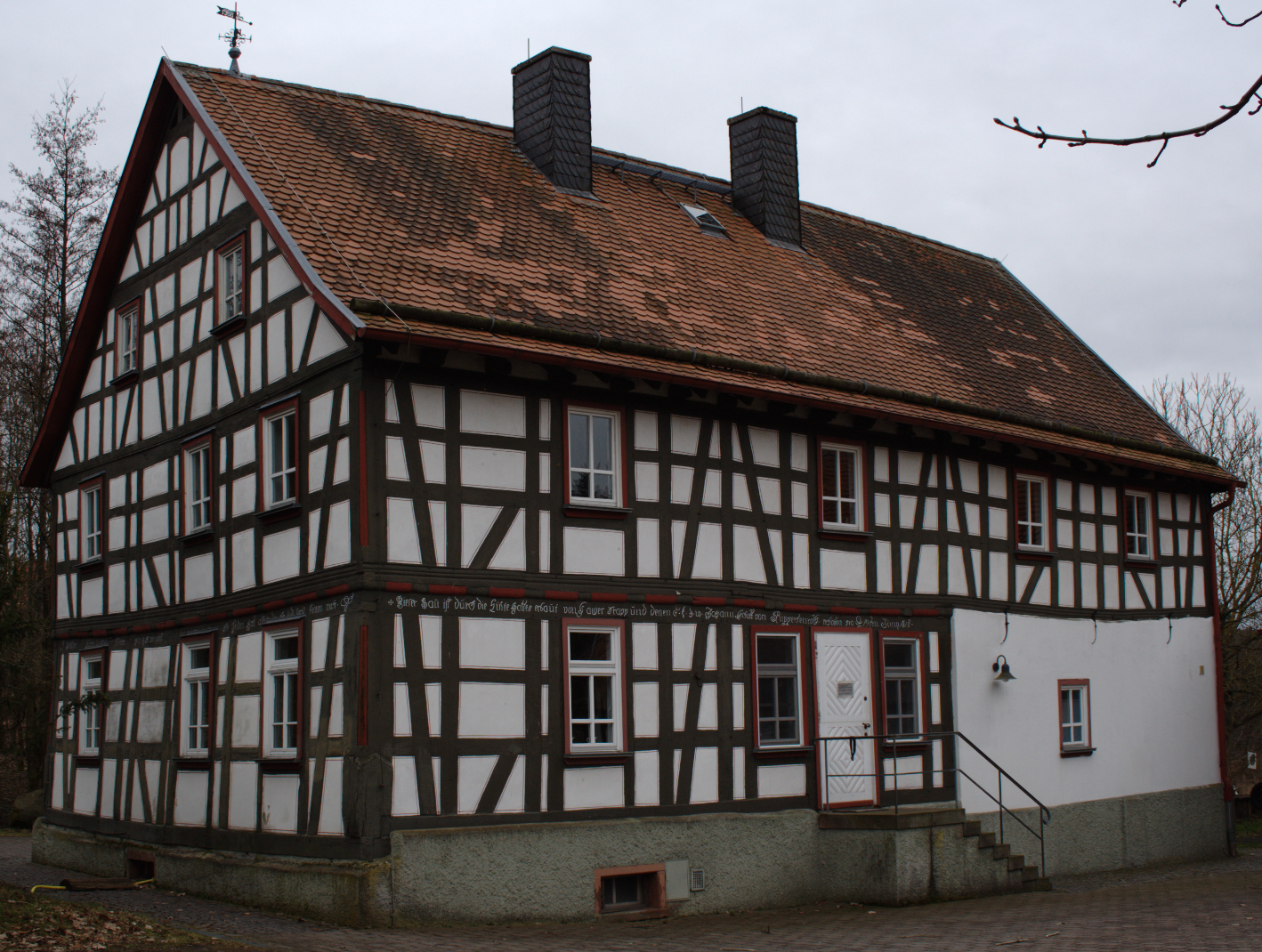
Ehemaliges Forsthaus auf dem Petershainer Hof, derzeit Jugendwaldheim

## Gegenwärtige Nutzung
Von ehemals sechs Hofanlagen existieren noch zwei am Petershainer Hof, die übrigen wurden Mitte des 19. Jahrhunderts aufgegeben. 1854 betrug die Gemarkungsfläche 531 Morgen, davon 177 Morgen Äcker, 185 Morgen Wald und 135 Morgen Wiesen.
Die 1818 errichtete Anlage Petershainer Hof 2, die ab 1853 als hessisches Forsthaus genutzt wurde, steht mittlerweile unter Denkmalschutz. Das Ensemble besteht aus einem klassizistischen Fachwerkhaus als Hauptgebäude, einer Scheune und einem abseits am Seenbach stehenden Backhaus. Der ehemalige Stall auf dem Hof wurde durch einen Massivbau ersetzt.
Heute wird im Petershainer Hof 2 ein Jugendwaldheim vom Landesverband Hessen der Schutzgemeinschaft Deutscher Wald in Zusammenarbeit mit Hessen-Forst betrieben.